# Kettle

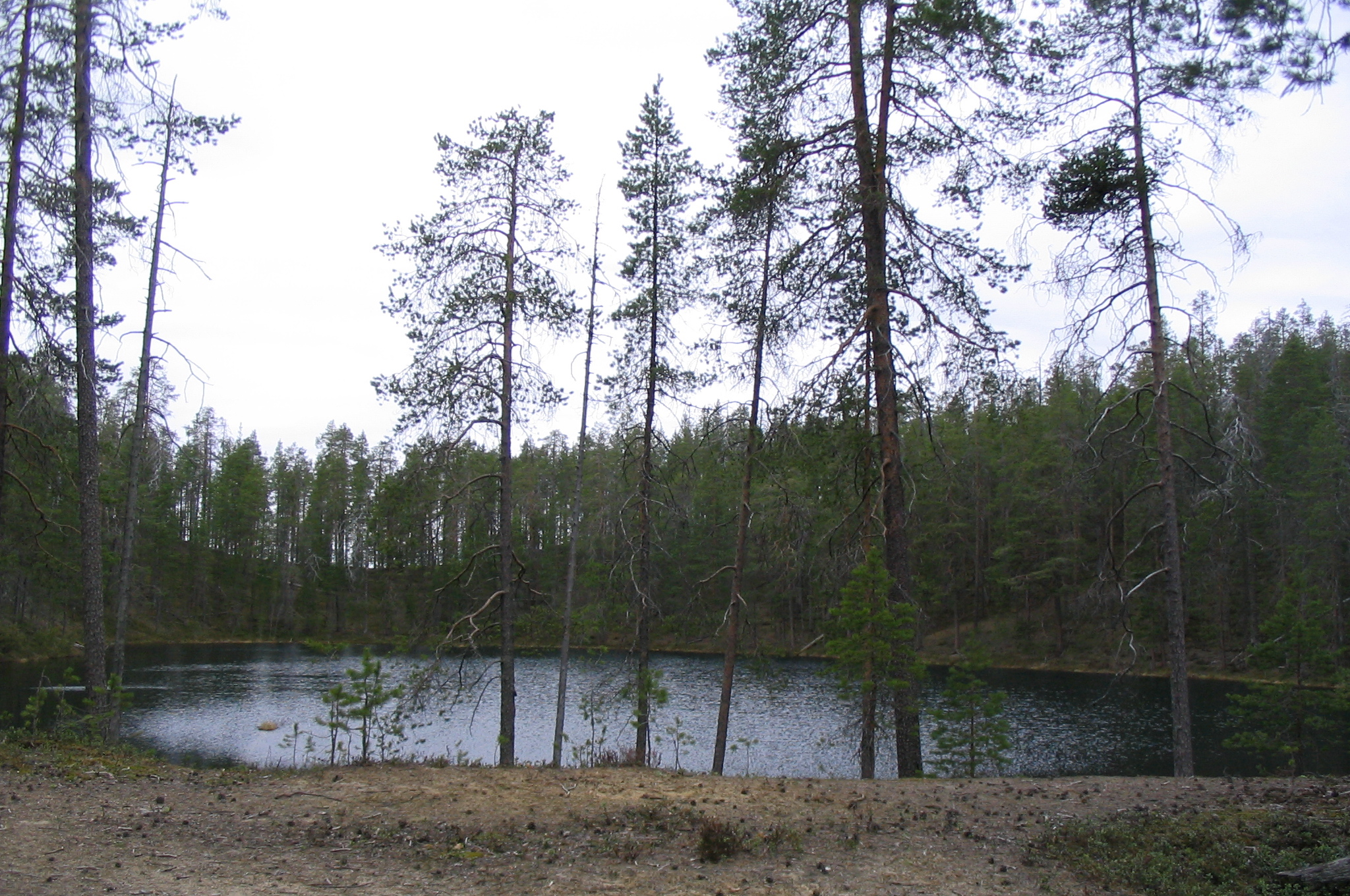
Un laghetto kettle nella zona di escursione di Hossa, (Suomussalmi, Finlandia).

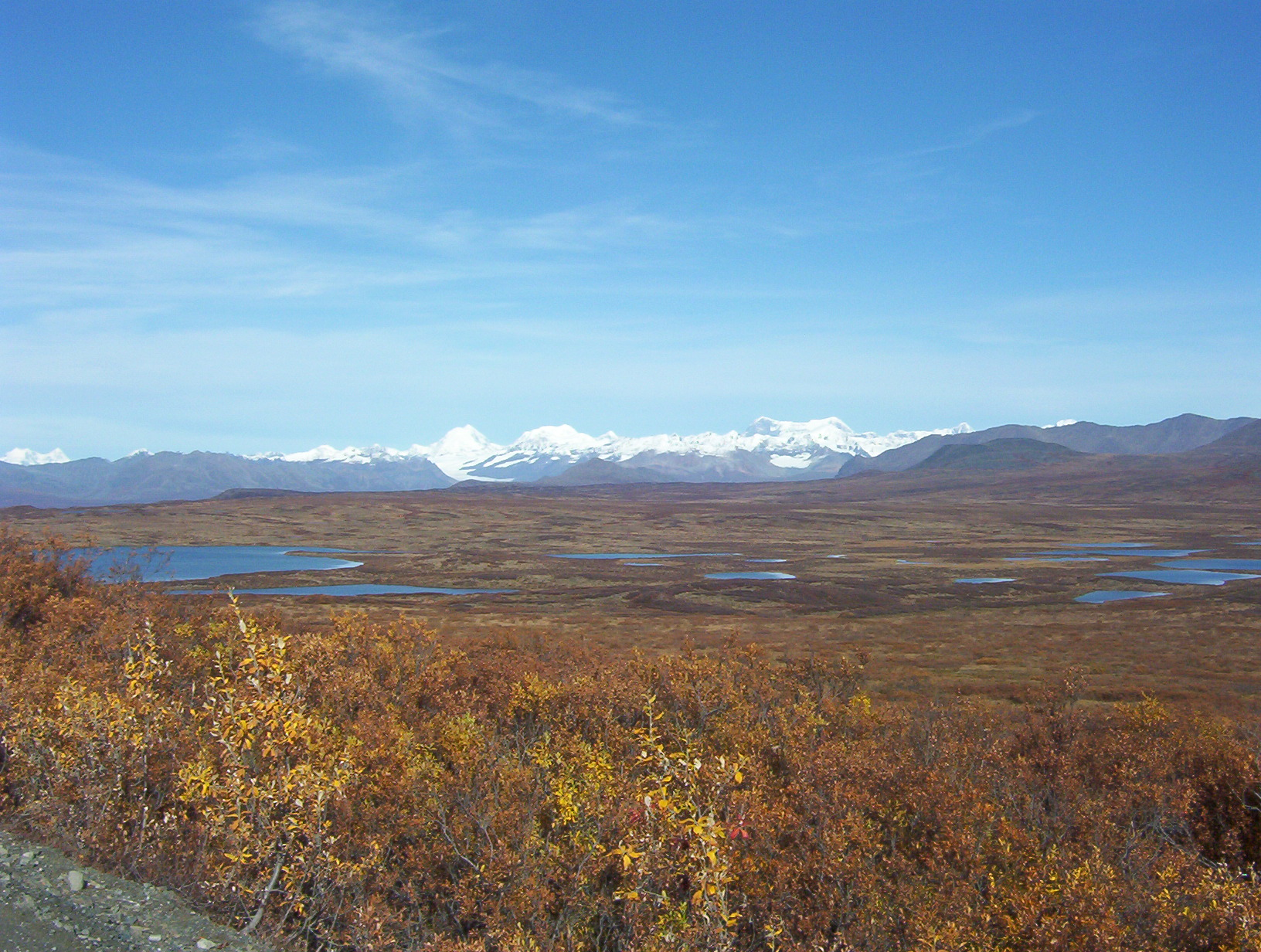
Numerosi laghi kettle costeggiano la Denali Highway (Alaska).

Un kettle (kettle hole), in italiano anche pseudodolina, è un corpo d'acqua poco profondo riempito di sedimenti formatosi dal ritiro dei ghiacciai o dal drenaggio di acque alluvionali.

## Panoramica

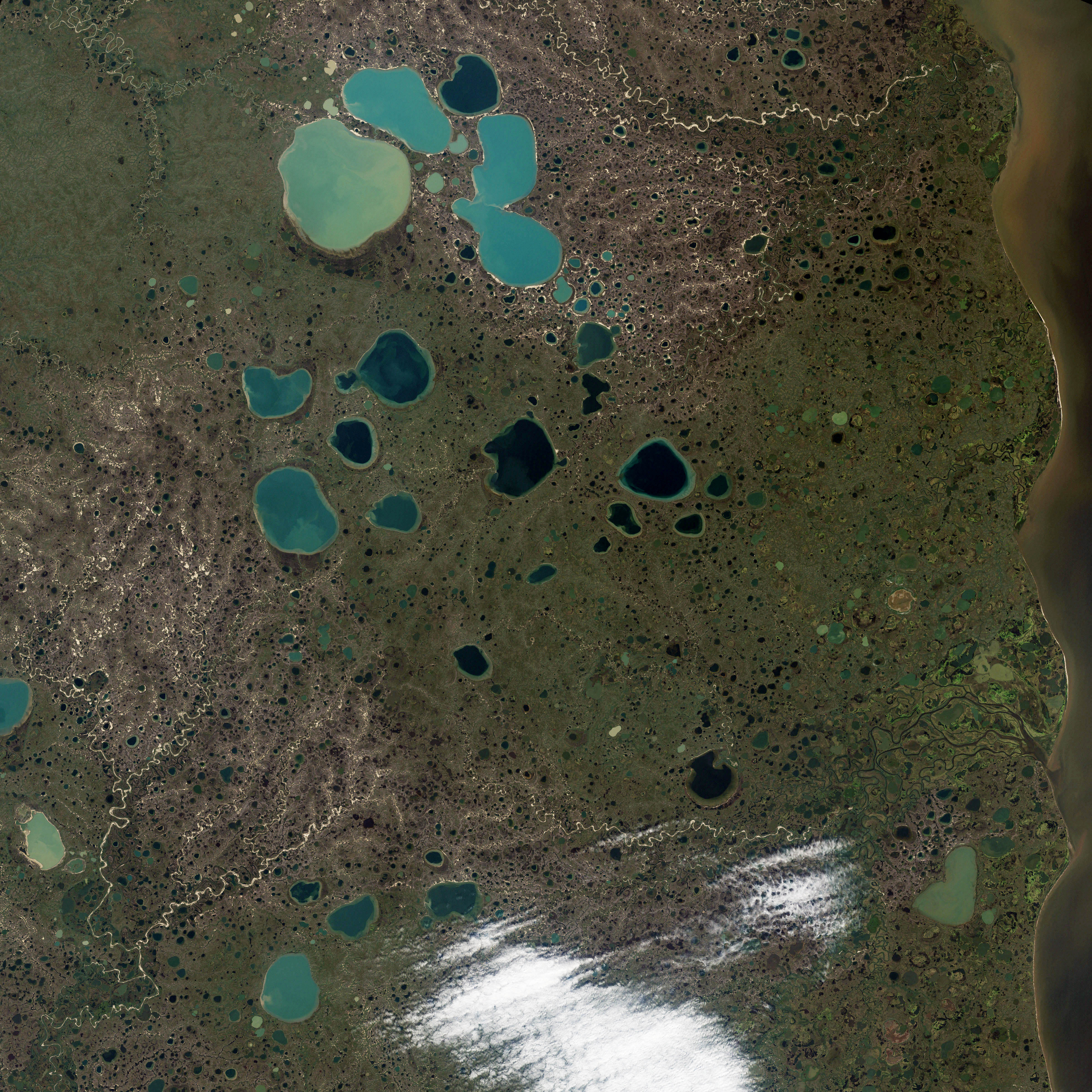
Laghi kettle in Siberia, adiacenti al Golfo dell'Ob' (a destra dell'immagine). I colori del lago indicano quantità di sedimenti o la profondità; più profonda o più chiara è l'acqua, più azzurro è il lago.

I kettle sono conformazioni fluvioglaciali createsi dal distacco di blocchi di ghiaccio dalla fronte di un ghiacciaio in recessione. Gli avvallamenti vengono, dapprima parzialmente e poi interamente, sepolti dai depositi di dilavamento glaciale prodotti dai corsi d'acqua di fusione fluenti dal ghiacciaio; questi depositano sedimenti formando ampie pianure sedimentarie chiamate sandur, mentre i blocchi di ghiaccio fondendo producono i kettle hole. Quando lo sviluppo di numerosi kettle hole smembra la superficie dei sandur, si forma una mescolanza di una serie di creste e cumuli, che somigliano ai kame e alla topografia dei kettle. La formazione dei kettle hole può verificarsi nei depositi (a forma di cresta) di frammenti rocciosi chiamati till.
I kettle hole possono formarsi in seguito a inondazioni a causa dell'improvviso prosciugamento di un lago arginato dal ghiaccio. Queste inondazioni, chiamate jökulhlaup, spesso depositano rapidamente una grande quantità di sedimenti sulla superficie del sandur. I kettle hole si sono formati da blocchi in fusione di ghiaccio ricco di sedimenti trasportati e di conseguenza sepolti dalle jökulhlaup. Si è scoperto tramite osservazioni sul campo e simulazioni di laboratorio fatte da Maizels nel 1992, che intorno ai margini dei kettle hole generati dalle jökulhlaup si formano dei bastioni. Lo sviluppo dei particolari tipi di bastioni dipende dalla concentrazione dei frammenti di roccia contenuti nel blocco di ghiaccio fuso e da quanto esso è sepolto in profondità dai sedimenti.
La maggior parte dei kettle hole hanno un diametro minore di due chilometri, sebbene alcune nel Midwest degli Stati Uniti oltrepassano i dieci chilometri. Il lago Puslinch nell'Ontario (Canada), è il lago kettle più grande del Canada e si estende per circa 160 ettari. Il Fish Lake nella parte centro-nord della Catena delle Cascate dello stato di Washington (Stati Uniti), è di 200 ettari.

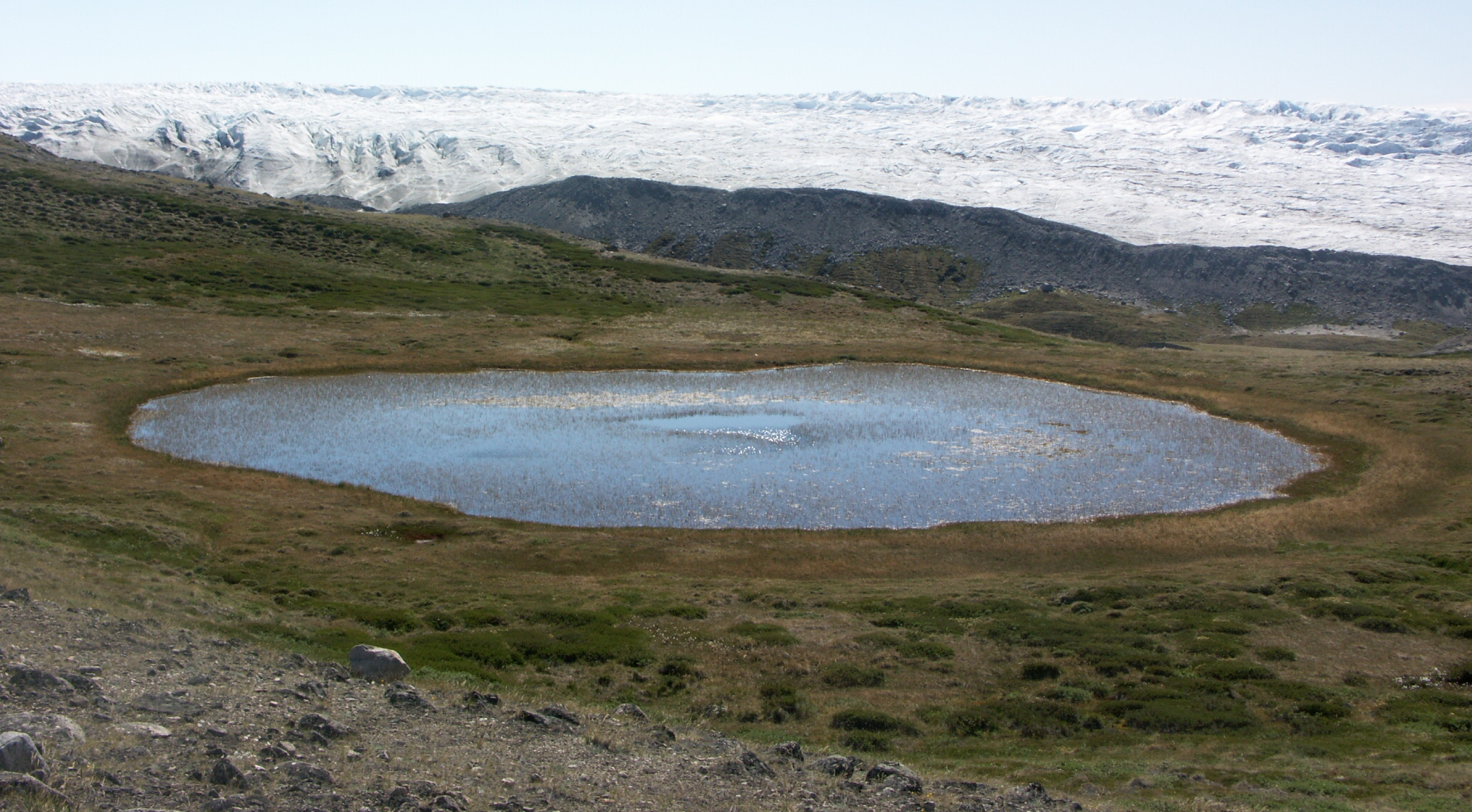
Un kettle nell'altopiano dell'Isunngua, Groenlandia centro-occidentale.

La profondità della maggior parte dei kettle è inferiore ai dieci metri.  Nella maggior parte dei casi i kettle hole alla fine si riempiono d'acqua, sedimenti o vegetazione. Se il kettle è alimentato da corsi d'acqua di superficie o sotterranei esso diventa un lago kettle. Se il kettle riceve le sue acque dalle precipitazioni, dalla falda freatica, o in un modo o nell'altro da entrambi, si parla allora di stagno kettle o zona umida kettle (se vi è vegetazione). Gli stagni kettle che non sono influenzati dalla falda freatica di solito diventeranno secchi durante i mesi caldi estivi, nel qual caso essi vengono considerati effimeri.
Se l'acqua in un kettle diventa acidula a causa della decomposizione della materia organica vegetale, diventerà uno sfagneto; nel caso in cui i suoli sottostanti contengano calce e siano in grado di neutralizzare le condizioni acide, si forma una torbiera kettle. Le paludi kettle sono ecosistemi chiusi in quanto non hanno altri approvvigionamenti d'acqua se non quelli delle precipitazioni.

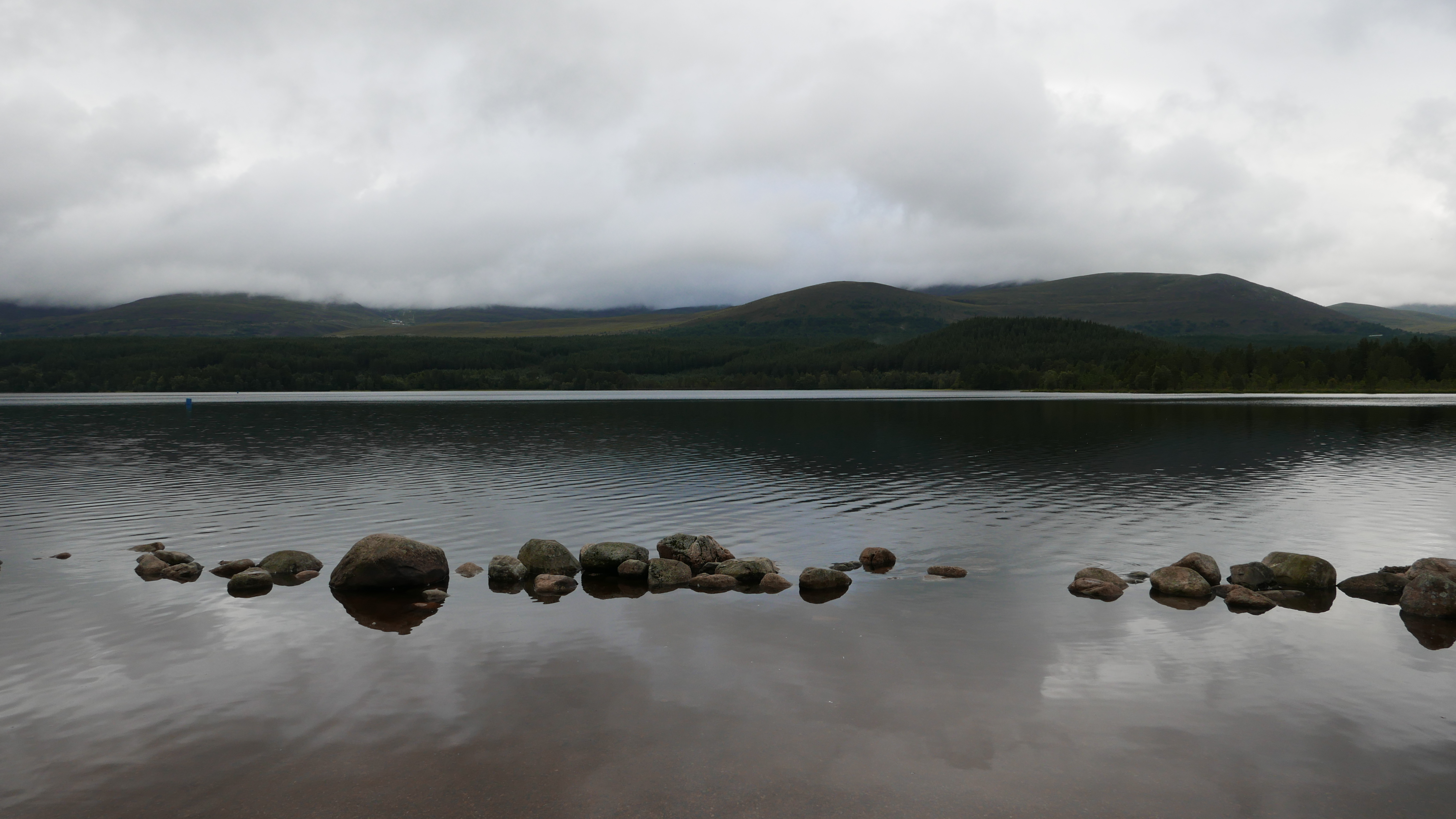
Loch Morlich, in Scozia, fra i pochi laghi kettle in Europa.

Sia le paludi kettle acide che i kettle di acqua dolce sono importanti nicchie ecologiche per alcune specie simbiotiche di flora e fauna.
La Kettle Moraine è una regione del Wisconsin, che copre un'area che va dal Green Bay (Lago Michigan) fino al Wisconsin centro-meridionale, e ha numerosi kettle, morene e altre conformazioni glaciali. Alcuni dei suoi tanti laghi kettle hanno una profondità di circa 30–60 metri. Il nome trae origine da Kettle Point, una comunità delle prime nazioni sul Lago Huron in Ontario (Canada) che possiede molti esempi di kettle.
I laghi pothole punteggiano il terreno dell'emisfero settentrionale nelle praterie americane e canadesi, nelle steppe russe e in tutta la Siberia settentrionale. Alcuni di questi laghi sono distanti dalle terre coltivate e dalle aree abitate, tanto da avere le loro acque abbastanza chiare e incontaminate. Gli scienziati usano immagini satellitari di questi laghi kettle glaciali per misurare la chiarezza dell'acqua e per fare delle valutazioni ambientali. Sono inoltre monitorati per lo studio del mutamento climatico. La rivista Science riferisce che nel corso di 30 anni, alcuni laghi glaciali nella Siberia settentrionale si sono prosciugati in quanto la regione si è riscaldata e il permafrost che si trovava sotto i laghi si è "fratturato", facendo sì che la loro acqua si prosciugasse.
Nel settembre del 2008 i lavoratori che stavano preparando le nuove fondazioni per il sito del World Trade Center hanno scoperto una profonda marmitta (pothole).

## Esempi di laghikettle
- Canada
  - Ontario
    - Kettle Point
    - Lake Wilcox
    - Puslinch Lake
- Europa
  - Gran Bretagna
    - Inghilterra
      - Aqualate Mere
      - Hatchmere

    - Scozia
      - Loch Morlich

  - Germania
    - Müggelsee, Berlino
    - Ukleisee, Schleswig-Holstein

- Stati Uniti
  - Indiana
    - Pinhook Bog

  - Iowa
    - Clear Lake

  - Massachusetts
    - Fresh Pond
    - Jamaica Pond
    - Spy Pond
    - Walden Pond

  - Michigan
    - Heart Lake
    - Walled Lake
    - Thumb Lake

  - New Hampshire
    - Spruce Hole Bog

- - New York
    - Lake Ronkonkoma
    - Mendon Ponds

  - Ohio
    - Brady Lake
    - Stage's Pond State Nature Preserve

  - Pennsylvania
    - Conneaut Lake

  - Rhode Island
    - Ell Pond

  - Washington
    - Fish Lake

  - Wisconsin
    - Elkhart Lake
    - Mauthe Lake